# Federico Amodeo
Federico Amodeo (8 octobre 1859, Avellino - 3 novembre 1946, Naples) est un mathématicien italien, spécialisé en géométrie projective, et historien des mathématiques.

## Biographie
Federico Amodeo obtient en 1883 son doctorat (laurea) en mathématiques de l'Université de Naples, où il devient instructeur (libero docente) et de 1885 à 1923 enseigne la géométrie projective . Il enseigne également comme professeur à Naples à l' Istituto Tecnico Gianbattista Della Porta de 1890 à 1923, date à laquelle il prend sa retraite . En 1890–1891, il visite les géomètres de l'Université de Turin .
Historien, il se spécialise dans l'histoire des mathématiques à Naples avant 1860, qu'il expose dans un ouvrage en deux volumes intitulé Vita matematica napoletana ; tome I (1905), tome II (1924). À l'Université de Naples de 1905 à 1922, il enseigne un cours sur l'histoire des mathématiques .
Amodeo est conférencier invité au Congrès international des mathématiciens en 1900 à Paris  et de nouveau en 1908 à Rome. Il est élu membre de l'Académie pontanienne.

## Travaux
- Complementi di analisi algebrica elementare, 1909 [4]
- Lezione di geometria proiettiva, 3e édition, 2e réimpression, 1920 [5]
- Vita matematica napoletana, Naples;Volume I, 1905 (lire en ligne) ,Volume II, 1924
- Sulla storia della prospettiva: Breve risposta alla nota del socio corrispondente Gino Loria letta nella tornata dell'8 gennaio 1933, Napoli, Tipografia dell'Ospedale Psichiatrico Provinciale Leonardo Bianchi
- Lo sviluppo della prospettiva in Francia nel secolo XVII: memoria letta all'Accademia Pontaniana di Napoli nella tornata del 25 giugno 1933, Napoli, Tipografia dell'Ospedale Psichiatrico Provinciale Leonardo Bianchi, 1933
- Origine e sviluppo della geometria proiettiva, Naples, Editore B. Pellerano, 1939
- Sintesi storico-critica della geometria delle curve algebriche, Conte editore Napoli 1945